# Teillay
Teillay (bret. Tilheg) – miejscowość i gmina we Francji, w regionie Bretania, w departamencie Ille-et-Vilaine.
Według danych na rok 1990 gminę zamieszkiwało 786 osób, a gęstość zaludnienia wynosiła 30 osób/km² (wśród 1269 gmin Bretanii Teillay plasuje się na 674. miejscu pod względem liczby ludności, natomiast pod względem powierzchni na miejscu 348.).